# Gerhard Adam Neuhofer

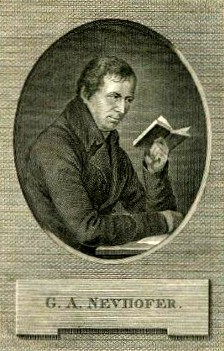
Gerhard Adam Neuhofer (1810 von A. Schön)

Gerhard Adam Neuhofer (* 16. Januar 1773 in Augsburg; † 12. Dezember 1816 ebenda) war ein deutscher lutherischer Geistlicher, Professor, Philologe, Historiker und Dichter.

## Leben
Gerhard Adam Neuhofer wurde geboren als Sohn des Augsburger Kattunfabrikanten Georg Christoph Neuhofer (1734–1796) und seiner Frau Maria Barbara, geb. Engelbrecht. Von 1778 bis 1785 besuchte der hochbegabte Schüler das Gymnasium bei St. Anna. In den Jahren 1781 bis 1784 erhielt er zusätzlich Privatunterricht durch den jungen Diakon und späteren Pfarrer der Barfüßerkirche, Gottlieb Tobias Wilhelm (1758–1811), dessen bekanntes naturwissenschaftliches Werk Unterhaltungen aus der Naturgeschichte er später fortsetzen sollte. Von 1791 bis 1795 studierte er an der Universität Altdorf Poesie, Rhetorik, Geschichte, Latein, Griechisch, Hebräisch, Philosophie und Theologie. Einflussreiche Lehrer waren die protestantischen Theologen Johann Philipp Gabler und Georg Lorenz Bauer sowie der Universalgelehrte Wolfgang Jäger, der kurz nach Neuhofers Abgang von der Universität im Mai 1795 verstarb, und auf den er einen ausführlichen lateinischen Nachruf verfasste.
1795 legte er in Augsburg sein theologisches Examen ab und war zunächst Katechet in einem Zuchthaus, dann Pestilentiarius, später Adjunkt in Militärhospitälern, bevor er 1805 Diakon an der Barfüßerkirche, ab 1806 in St. Jakob wurde. 1807 erhielt er eine Anstellung als Gymnasialprofessor für Griechisch, Hebräisch und Geschichte an seiner alten Schule. Bereits 1809 aber musste er dieses Amt aus gesundheitlichen Gründen niederlegen. 1813 bekam er die Stelle als Diakon bei St. Anna. Neben seinem Beruf war Neuhofer unermüdlich als Schriftsteller tätig; so auch für Cottas renommiertes Morgenblatt für gebildete Leser.
Im Jahr 1803 hatte er Johanna Dorothea Wasser, Tochter des Pfarrers von St. Jakob geheiratet. Nur zwei von zehn Kindern waren noch am Leben, als seine Frau im November 1815 verstarb. Im Mai 1816 heiratete Neuhofer seine zweite Frau, Rosina Barbara Sophia Degmair, Tochter des Pfarrers von St. Anna. Wenige Monate später, am 12. Dezember 1816, erlag er im Alter von 43 Jahren unerwartet einem „Nervenschlag“. Dekan Krauß hält die Trauerrede, ehemalige Kollegen verfassen ein längeres Gedicht, das am Grab vorgetragen wird. Die Kunsthandlung von Thomas Vincent Roll widmet ihm ein eigenes Kunstblatt: „Denkmal an Hrn. Diakon Neuhofer“ (1817). Seine Grabstätte aber, die in Ferdinand Seidels Der Führer auf den Gräbern der in Augsburg Verstorbenen und Sammlung aller Inschriften auf den Monumenten des Kirchhofes der Protestanten in Augsburg (1838) aufgeführt ist, existiert nicht mehr.
Gerhard Adam Neuhofer wird vor allem in seinen historisch aufschlussreichen Almanachen weiterleben.

## Werke

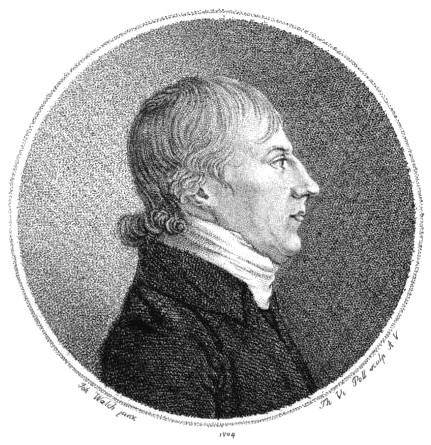
G.A. Neuhofer (1804) von Johann Walch (1757–1816)

- Betrachtungen auf besondere Zeiten und Fälle; ein Nachtrag zu den Morgen u. Abendbetrachtungen auf alle Tage des Jahres, 2 Bände, Augsburg: Rollwagen 1810
- Diana auf den Todtendenkmälern der Griechen und Römer. Ein archäologischer Versuch (Angekündigt vom Augsburger Verleger Späth für die Messe 1797, aber anscheinend nie publiziert.)
- Erzählungen zur angenehmen und nützlichen Unterhaltung, Leipzig: Stagesche Buchhandlung  1805
- Gedichte, 2 Bände, Leipzig: Stagesche Buchhandlung 1804Neuhofers erfolgreicher Almanach

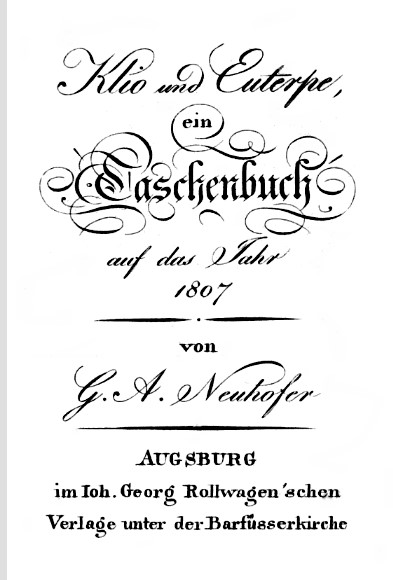
Neuhofers erfolgreicher Almanach

- Klio und Euterpe. Ein Taschenbuch auf das Jahr 1804, Augsburg: Rollwagen 1804. [Weitere Ausgaben bis 1809. Die digitale Sammlung der Heinrich-Heine-Universität Düsseldorf erlaubt Zugang zu mehreren Ausgaben.][9]
- Morgenbetrachtungen auf alle Tage des Jahres. Erster Band Januar bis Junius, Augsburg: Rollwagen 1810
- Morgenbetrachtungen (und Abendbetrachtungen) auf alle Tage des Jahres von Gerhard Adam Neuhofer, Diakon bei St. Jakob und Professor am Gymnasio; Zweyter Band. Julius bis December, Augsburg: Rollwagen 1808[10]
- Taschenbuch für Geschichte und Unterhaltung 1798–1803, Augsburg: Rollwagen. [Vorläufer von Klio und Euterpe.]
- Toilettengeschenk zur angenehmen Unterhaltung für das Frauenzimmer, auf das Jahr 1806. Augsburg: Rollwagen 1806. Eine weitere Ausgabe 1808.
- Vorlesungen über deutsche Klassiker. Für Gebildete und zum Gebrauche in höhern Lehranstalten, [mit Johann Gottfried Sauer] Tübingen 1810
- Unterhaltungen aus der Naturgeschichte des Pflanzenreichs, vierter Theil, Hrsg.  Gottlieb Tobias Wilhelm, fortgesetzt von Diakon Neuhofer (vom vierten Band von Seite 409 bis sechsten Band S. 529),  Augsburg: Engelbrecht 1812–1816